# Māris Štrombergs
Māris Štrombergs (né le 10 mars 1987 à Valmiera) est un coureur cycliste letton spécialiste du BMX. En 2008, il a remporté le championnat du monde de cette discipline, puis est devenu le premier champion olympique de BMX aux Jeux olympiques à Pékin. Lors des Jeux olympiques 2012 à Londres, il réédite cet exploit en devenant une nouvelle fois champion olympique.

## Biographie
En 2008, il devient champion du monde de BMX, puis il remporte le premier titre olympique de la discipline à Pékin. Pour cet exploit, le 14 novembre 2008, il sera fait officier de l'Ordre des Trois Étoiles par le président de Lettonie Valdis Zatlers.
En 2010, il récupère son titre de champion du monde.
Il est sélectionné pour représenter la Lettonie aux Jeux olympiques d'été de 2012. Il participe à l'épreuve de BMX. Lors de la manche de répartition, il réalise le 11e temps. En quarts de finale, il termine deuxième de sa série et se qualifie pour les demi-finales. Lors de celles-ci disputées sur trois courses, il termine successivement 4e, 4e et 2e des manches et se classe troisième au général de sa série. Il dispute la finale, qu'il remporte. Il conserve son titre obtenu quatre ans auparavant à Pékin.

## Palmarès en BMX

### Jeux olympiques
- Pékin 2008
  -  Champion olympique de BMX
- Londres 2012
  -  Champion olympique de BMX
- Rio 2016
  - Éliminé en quart de finale du BMX

### Championnats du monde
- Taiyuan 2008
  -  Champion du monde
- Adélaïde  2009
  - 4e du championnat du monde
- Pietermaritzburg 2010
  -  Champion du monde
- Copenhague 2011
  -  Médaillé d'argent du championnat du monde
- Birmingham 2012
  - 8e du championnat du monde

### Coupe du monde
- 2008 : 5e
- 2009 : 9e, vainqueur d'une manche (Chula Vista)
- 2010 : 1er, vainqueur de deux manches (Copenhague et Fréjus)
- 2011 : 26e
- 2012 : 3e, vainqueur d'une manche (Papendal)
- 2014 : 10e, vainqueur de deux manches (Berlin et Santiago del Estero)
- 2015 : 16e, vainqueur d'une manche (Rock Hill)
- 2016 : 3e, vainqueur d'une manche (Papendal)

### Championnats d'Europe
- 2007
  -  Médaillé d'argent du BMX
- 2008
  -  Champion d'Europe de BMX
- 2013
  -  Champion d'Europe de BMX
- 2014
  -  Champion d'Europe de BMX

## Distinctions
- Sportif letton de l'année : 2008[5] et 2012[6]
- Cycliste letton de l'année : 2014[7]
- UEC Hall of Fame[8]